# Cucina tanzaniana

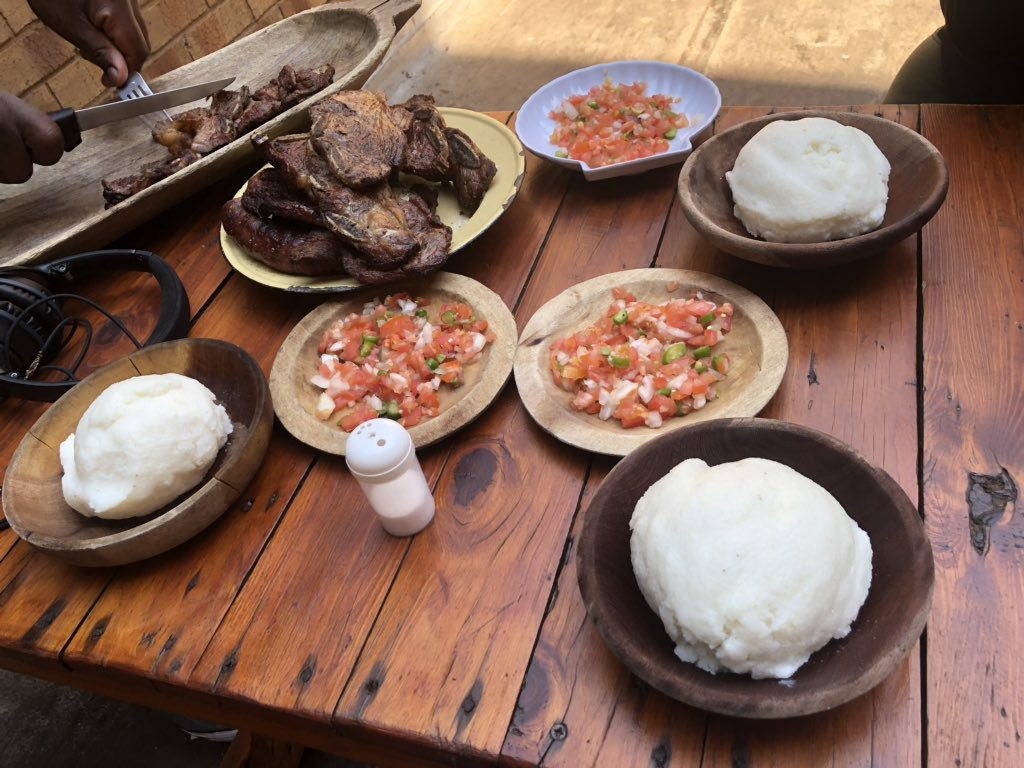
Un pasto servito in Tanzania

La cucina tanzaniana comprende le abitudine culinarie della Tanzania. I principali alimenti sono mais, manioca, selvaggina, pesce grigliato, noci di cocco e spezie, queste ultime approdate nell'area dall'Oriente.

## Piatti principali

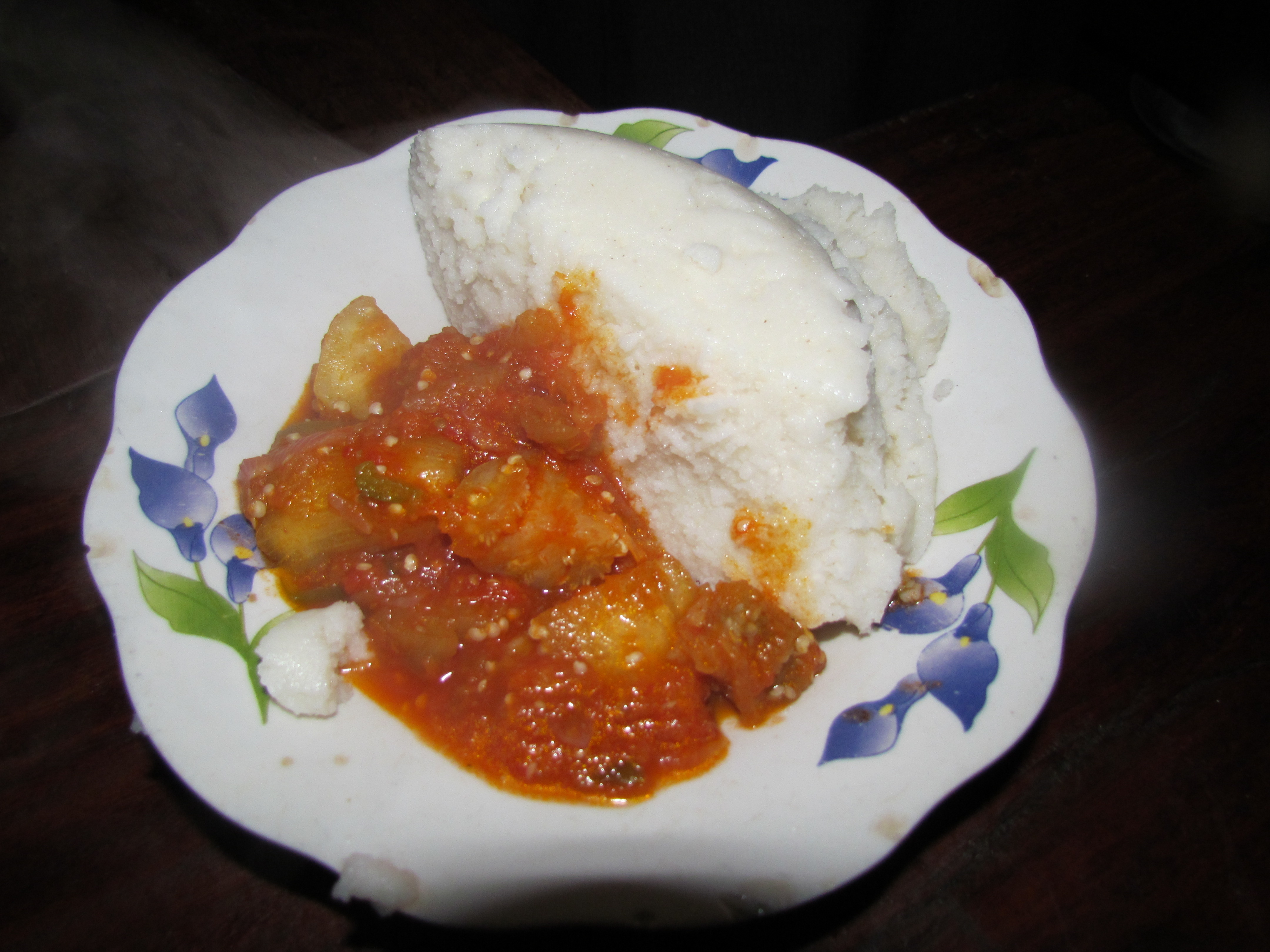
Ugali

Il piatto nazionale della Tanzania è l'ugali, un impasto farinoso che viene servito con un sugo che può essere a base di carne, pesce, verdure o fagioli. Altri due alimenti a base di carboidrati sono il riso e i ndizi (platani cotti), mentre due piatti a base di carne sono il mishikaki (kebab marinato e grigliato) e il nyama choma (carne arrostita speziata). Lungo le coste e nelle zone lacustri il pesce viene grigliato oppure cucinato nel latte di cocco e con spezie. La cucina zanzibari comprende specialità come il mkate wa kumimina (un tipo di pane) e l'urojo, una zuppa con kachori (patate piccanti), mango, limetta, noci di cocco, manioca, insalata e piri piri.
La colazione tanzaniana comprende caffè (kahawa), tè (chai), pane (mkate) o uji un porridge dolce di fagioli, miglio o altre farine. Nelle zone sud-orientali sono diffusi i vitambua (pancake di riso). Il pranzo è il pasto più importante della giornata.
Le bevande più diffuse in Tanzania sono i succhi di frutta e il tangawizi, la versione locale del ginger ale. Nella regione di Tanga e nei pressi del lago Vittoria sono presenti due tipi di yogurt, ovvero il mtindi e il mgando. I principali birrifici nazionali sono la Safari e la Kilimanjaro. Oltre alla birra vi sono svariate bevande fermentate che prendono il nome di konyagi, come la birra di banana (mbege), quella di papaya e quella di anacardo (uraka). Da quest'ultimo frutto si ricava il gongo (o nipa), un distillato illegale diffuso nell'area del Kilimangiaro. Presso la capitale Dodoma si è sviluppata una piccola produzione vinicola.

## Abitudini culinarie
I tanzaniani si servono della mano destra per consumare dei piatti condivisi al centro della tavola. I bambini mangiano separatamente e i pasti vengono solitamente accompagnati da acqua o soda. L'espressione afya ("alla tua") è comunemente usata durante i brindisi.
Nelle città è diffuso il cibo di strada. Diversi venditori cucinano nyama choma oppure polpo grigliato. Per le strade tanzaniane vi sono anche delle locande informali chiamate hoteli che servono cibo locale. Le sale da tè sono ampiamente diffuse e offrono snack e pasti leggeri.